# Mount Fryatt
Mount Fryatt är ett berg i Kanada.   Det ligger i provinsen Alberta, i den centrala delen av landet, 3 100 km väster om huvudstaden Ottawa. Toppen på Mount Fryatt är 3 361 meter över havet.
Terrängen runt Mount Fryatt är bergig åt nordost, men åt sydväst är den kuperad.Trakten runt Mount Fryatt är nära nog obefolkad, med mindre än två invånare per kvadratkilometer.. Det finns inga samhällen i närheten. 
I omgivningarna runt Mount Fryatt växer i huvudsak barrskog.